# Problemas medioambientales de Mali

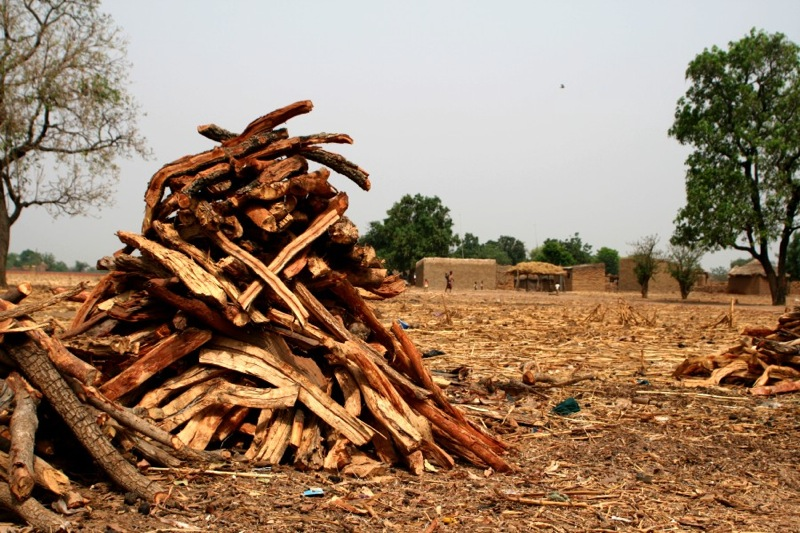
Una pila de madera que servirá como combustible en Malí. El consumo de madera para leña contribuye a la deforestación en Mali.

Los principales problemas medioambientales de Malí son la desertificación, la deforestación, la erosión de tierra, la sequía, y el suministro inadecuado del agua potable. La deforestación es un problema especialmente serio y que se encuentra en aumento. Según el Ministerio de Medioambiente, la población de Malí consume 6 millones de toneladas de madera por año para madera de construcción y combustible. Para satisfacer esta demanda, se talan 4,000 kilómetros cuadrados bosque anualmente, asegurando prácticamente la destrucción de los bosques de savanna del país.
Otro de los problemas medioambientales más importantes de Malí es desertificación. Malí ha permanecido sufriendo una sequía durante décadas, lo cual está afectando realmente al país. La erosión del suelo, la deforestación, y la pérdida de tierra de pastoreo son los problemas de primer orden en Malí.
Para tratar de contener este problema de deforestación, el Gobierno de Mali ha designado como protegido un 3,7% del total de su territorio. Además, ha formado parte de los acuerdos medioambientales internacionales pertenecientes a biodiversidad, cambio de clima, desertificación, Endangered especie, y Protección de Capa del Ozono.
Según la Organización de las Naciones Unidas para la Alimentación y la Agricultura, un 10.2% o, aproximadamente, 12,490,000 hectáreas de Malí es territorio forestal. Malí tuvo 530,000 hectáreas de bosque plantado. Entre 1990 y 2010, Malí perdió una media de 79,100 hectáreas (0.56%) por año, lo que supuso una pérdida del 11.2%, o alrededor de 1,582,000 hectáreas durante aquel periodo.